# Henderson (Nevada)
Henderson város az USA Nevada államában, Clark megyében. Lakosainak száma 317 610 fő (2020. április 1.).

## Népesség
A település népességének változása:

| 2010 | 257 729 |
| 2020 | 317 610 |